# Unkenbachaue mit Sulzheimer Gipshügel und Grettstädter Wiesen
Unkenbachaue mit Sulzheimer Gipshügel und Grettstädter Wiesen este o arie protejată (arie specială de conservare — SAC, sit de importanță comunitară — SCI) din Germania întinsă pe o suprafață de 277,66 ha, integral pe uscat.

## Localizare
Centrul sitului Unkenbachaue mit Sulzheimer Gipshügel und Grettstädter Wiesen este situat la coordonatele 49°58′31″N 10°16′56″E / 49.9753°N 10.2822°E.

## Înființare
Situl Unkenbachaue mit Sulzheimer Gipshügel und Grettstädter Wiesen a fost declarat sit de importanță comunitară în noiembrie 2004 pentru a proteja 1 specie de plante și 4 specii de animale. Situl a fost protejat și ca arie specială de conservare în aprilie 2016.

## Biodiversitate
Situată în ecoregiunea continentală, aria protejată conține 9 habitate naturale: Pajiști calcaroase din nisipuri xerice, Pajiști uscate seminaturale și facies de acoperire cu tufișuri pe substraturi calcaroase (Festuco-Brometalia) (* situri importante pentru orhidee), Pajiști stepice subpanonice, Pajiști cu Molinia pe soluri calcaroase, turboase sau argilos-nămoloase (Molinion caeruleae), Liziere de ierburi înalte hidrofile de câmpie și de nivel montan până la alpin, Pajiști aluvionare inundabile, de Cnidion dubii, Fânețe de joasă altitudine (Alopecurus pratensis, Sanguisorba officinalis), Mlaștini alcaline, Păduri aluvionare cu Alnus glutinosa și Fraxinus excelsior (Alno-Padion, Alnion incanae, Salicion albae).
La baza desemnării sitului se află mai multe specii protejate:
- plante (1): papucul doamnei (Cypripedium calceolus)
- amfibieni (1): triton cu creastă (Triturus cristatus)
- nevertebrate (3): phengaris nausithous (Maculinea nausithous), Maculinea teleius, Vertigo angustior